# DAZ3
DAZ3 (англ. Deleted in azoospermia 3) – білок, який кодується однойменним геном, розташованим у людей на Y-хромосомі. Довжина поліпептидного ланцюга білка становить 486 амінокислот, а молекулярна маса — 54 989.
| 10         |  | 20         |  | 30         |  | 40         |  | 50         |
| ---------- |  | ---------- |  | ---------- |  | ---------- |  | ---------- |
| MSAANPETPN |  | STISREASTQ |  | SSSAAASQGW |  | VLPEGKIVPN |  | TVFVGGIDAR |
| MDETEIGSCF |  | GRYGSVKEVK |  | IITNRTGVSK |  | GYGFVSFVND |  | VDVQKIVGSQ |
| IHFHGKKLKL |  | GPAIRKQKLC |  | ARHVQPRPLV |  | VNPPPPPQFQ |  | NVWRNPNTET |
| YLQPQITPNP |  | VTQHVQAYSA |  | YPHSPGQVIT |  | GCQLLVYNYQ |  | EYPTYPDSAF |
| QVTTGYQLPV |  | YNYQPFPAYP |  | RSPFQVTAGY |  | QLPVYNYQAF |  | PAYPNSPFQV |
| ATGYQFPVYN |  | YQPFPAYPSS |  | PFQVTAGYQL |  | PVYNYQAFPA |  | YPNSPFQVAT |
| GYQFPVYNYQ |  | AFPAYPNSPV |  | QVTTGYQLPV |  | YNYQAFPAYP |  | NSPFQVATGY |
| QFPVYNYQAF |  | PAYPNSPVQV |  | TTGYQLPVYN |  | YQAFPAYPNS |  | PFQVATGYQF |
| PVYNYQAFPA |  | YPNSPVQVTT |  | GYQLPVYNYQ |  | AFPAYPNSAV |  | QVTTGYQFHV |
| YNYQMPPQCP |  | VGEQRRNLWT |  | EAYKWWYLVC |  | LIQRRD     |  |            |

A: Аланін

C: Цистеїн

D: Аспарагінова кислота

E: Глутамінова кислота

F: Фенілаланін

G: Гліцин

H: Гістидин

I: Ізолейцин

K: Лізин

L: Лейцин

M: Метіонін

N: Аспарагін

P: Пролін

Q: Глутамін

R: Аргінін

S: Серин

T: Треонін

V: Валін

W: Триптофан

Кодований геном білок за функцією належить до білків розвитку. 
Задіяний у таких біологічних процесах, як диференціація клітин, сперматогенез, альтернативний сплайсинг. 
Білок має сайт для зв'язування з РНК. 
Локалізований у цитоплазмі, ядрі.